# Liste von Amokfahrten
Die Liste von Amokfahrten enthält eine unvollständige Auswahl von internationalen Amokfahrten von 1949 bis 2025, den Tätern, mit Anzahl der Opfer und Hintergründen.

## Liste

### Bis 2000
| Datum         | Bezeichnung, Quellen                   | Ort                  | Staat            | Täter             | Ziel                         | Tote | Verletzte                              | Hintergrund                                                                              |
| ------------- | -------------------------------------- | -------------------- | ---------------- | ----------------- | ---------------------------- | ---- | -------------------------------------- | ---------------------------------------------------------------------------------------- |
| 1. Mai 1949   | Amokfahrt von Stuttgart und Möglingen  | Stuttgart, Möglingen | Deutschland      | Russel Jones      | Industriepolizist, Passanten | 3    | 0                                      | Russel war als Militärpolizist im Dienste der damaligen amerikanischen Militärregierung. |
| 10. Juli 1973 | Amokfahrt eines Lkw                    | Prag                 | Tschechoslowakei | Olga Hepnarová    | Passanten                    | 8    | 12                                     |                                                                                          |
| 10. Juli 1982 | Amokfahrt mit einem Panzer in Mannheim | Mannheim             | Deutschland      | Charles S. Keefer |                              | 1    | wenige, u. a. Soldat Michael R. Mowrey | unbekannt                                                                                |
| 29. Aug. 1985 | Amokfahrt von Karlsruhe                | Karlsruhe            | Deutschland      | Markus B.         | Passanten, Anwohner          | 5    | 4                                      |                                                                                          |

### 2001 bis 2010
| Datum         | Bezeichnung, Quellen                | Ort       | Staat                  | Täter | Ziel                        | Tote | Verletzte | Hintergrund |
| ------------- | ----------------------------------- | --------- | ---------------------- | ----- | --------------------------- | ---- | --------- | ----------- |
| 30. Apr. 2009 | Anschlag am Koninginnedag           | Apeldoorn | Niederlande            |       | Niederländisches Königshaus | 8    | 10        |             |
| 2. Juni 2010  | Amokfahrt in der Grafschaft Cumbria | Cumbria   | Vereinigtes Königreich |       |                             | 12   | 11        |             |

### 2011 bis 2020
| Datum         | Bezeichnung, Quellen                                              | Ort                        | Staat                  | Täter                                        | Ziel                                                     | Tote    | Verletzte | Hintergrund |
| ------------- | ----------------------------------------------------------------- | -------------------------- | ---------------------- | -------------------------------------------- | -------------------------------------------------------- | ------- | --------- | --- |
| 20. Juni 2015 | Amokfahrt von Graz                                                | Graz                       | Österreich             |                                              |                                                          | 3       | 36        | |
| 14. Juli 2016 | Anschlag in Nizza                                                 | Nizza                      | Frankreich             | Mohamed Lahouaiej Bouhlel                    | Promenade des Anglais                                    | 85 (+1) | 434       | Terrorismus |
| 19. Dez. 2016 | Anschlag auf den Berliner Weihnachtsmarkt an der Gedächtniskirche | Berlin                     | Deutschland            | Anis Amri                                    | Weihnachtsmarkt                                          | 12      | 56        | Terrorismus |
| 8. Jan. 2017  | Anschlag in Jerusalem                                             | Jerusalem                  | Israel                 | Fadi al-Qanbar                               | Gruppe israelischer Soldaten beim Verlassen eines Busses | 4       | 17        | Terrorismus |
| 22. März 2017 | Terroranschlag in London                                          | London                     | Vereinigtes Königreich | Khalid Masood                                | Westminster Bridge                                       | 5 (+1)  | 50        | Terrorismus |
| 7. Apr. 2017  | Anschlag in Stockholm                                             | Stockholm                  | Schweden               | Rakhmat Akilow                               | Fußgängerzone                                            | 5       | 14        | Terrorismus |
| 3. Juni 2017  | Terroranschlag in London                                          | London                     | Vereinigtes Königreich | Khuram Butt, Rachid Redouane, Youssef Zaghba | Markt, London Bridge                                     | 8 (+3)  | 48        | Terrorismus |
| 19. Juni 2017 | Anschlag                                                          | London                     | Vereinigtes Königreich | Darren Osborne                               | Muslimische Zivilisten nahe North London Central Mosque  | 1       | 12        | Xenophobie |
| 17. Aug. 2017 | Terroranschlag                                                    | Barcelona                  | Spanien                | Houssaine Abouyaaqoub                        | Menschen auf dem Boulevard La Rambla                     | 14      | 118       | Terrorismus |
| 12. Aug. 2017 | Rechtsextreme Demonstrationen                                     | Charlottesville            | Vereinigte Staaten     | James Alex Fields jr.                        | Angriff auf Gegen-Demonstranten                          | 1       | 19        | Terrorismus |
| 31. Okt. 2017 | Anschlag in New York                                              | New York City              | Vereinigte Staaten     | Sayfullo Saipov                              | Personen auf Radweg, Schulbus                            | 8       | 11 (+1)   | Terrorismus |
| 7. Apr. 2018  | Amokfahrt in Münster                                              | Münster                    | Deutschland            | Jens Alexander R.                            | Menschen am Kiepenkerl-Denkmal                           | 4       | 20+       | psychische Probleme, erweiterter Suizid |
| 23. Apr. 2018 | 2018 Toronto van attack                                           | Toronto                    | Kanada                 | Alek Minassian                               | Passanten                                                | 10      | 15        | misogynistischer Terror (siehe Englische WÜP)                                                                                                   |
| 22. Aug. 2018 | [ 3 ]                                                             | Bemmel (Lingewaard)        | Niederlande            | Hans van M.                                  | Stadthalle                                               | 0 (+1)  | 0         | Eine Person steuerte einen mit Gaskanistern beladenes Fahrzeug in das Gebäude, woraufhin das Fahrzeug explodierte und der Fahrer getötet wurde. |
| 1. Jan. 2019  | Anschläge in Bottrop, Essen und Oberhausen                        | Bottrop, Essen, Oberhausen | Deutschland            | Andreas N.                                   | Migranten                                                | 0       | 10        | paranoide Schizophrenie |
| 1. Jan. 2019  | Tokio Car Attack                                                  | Tokio                      | Japan                  | Kazuhiro Kusakabe                            | Passanten                                                | 0       | 9         | Vergeltung für die Hinrichtung von Aum-Kult Mitgliedern                                                                                         |
| 23. Apr. 2019 | Irakkrieg-Veteran fährt in Passanten                              | Sunnyvale                  | Vereinigte Staaten     | Isaiah Joel Peoples                          | Angeblich muslimische Zivilisten                         | 0       | 8         | Islamophobie |
| 24. Feb. 2020 | Amokfahrt in Volkmarsen                                           | Volkmarsen                 | Deutschland            | Maurice P.                                   | Zuschauer eines Rosenmontagszuges                        | 0       | 154       | Persönlichkeitsstörung mit narzisstischen, paranoiden und schizoiden Zügen nach der Tat festgestellt                                            |
| 18. Aug. 2020 | Amokfahrt auf der Berliner Stadtautobahn                          | Berlin                     | Deutschland            | Sarmad al-Z.                                 | Motorrad- und Autofahrer                                 | 0       | 6         | mutmaßlich islamistisch motiviert |
| 1. Dez. 2020  | Amokfahrt in Trier                                                | Trier                      | Deutschland            | Bernd W.                                     | Fußgängerzone                                            | 6       | 23        | Täter war betrunken und litt an einer paranoiden Schizophrenie.                                                                                 |

### Ab 2021
| Datum         | Bezeichnung, Quellen                         | Ort                      | Staat              | Täter                    | Ziel                                                                           | Tote | Verletzte     | Hintergrund                                                                                               |
| ------------- | -------------------------------------------- | ------------------------ | ------------------ | ------------------------ | ------------------------------------------------------------------------------ | ---- | ------------- | --- |
| 21. Nov. 2021 | Amokfahrt in Waukesha                        | Waukesha                 | Vereinigte Staaten | Darrell E. Brooks        | Besucher der jährlichen Weihnachtsparade                                       | 6    | 62            | War auf Kaution weniger als zwei Wochen vorher wegen häuslicher Gewalt aus dem Gefängnis entlassen worden |
| 8. Juni 2022  | Amokfahrt in Berlin 2022                     | Berlin, Tauentzienstraße | Deutschland        | Gor H., Deutsch-Armenier |                                                                                | 1    | 15–20         | 29-jähriger, paranoide Schizophrenie                                                                      |
| 10. Feb. 2023 | mutmaßlicher Terroranschlag                  | Ostjerusalem             | Israel             | Hussein Khaled Qaraqe    | Menschengruppe an einer Bushaltestelle                                         | 2    | 5             | vermutlich Terrorismus                                                                                    |
| 20. Dez. 2024 | Anschlag auf den Magdeburger Weihnachtsmarkt | Magdeburg                | Deutschland        | Taleb al-Abdulmohsen     | Besucher des Magdeburger Weihnachtsmarkts                                      | 6    | 298           | Es gab Hinweise auf eine gravierende psychische Erkrankung.                                               |
| 1. Jan. 2025  | Anschlag in New Orleans 2025                 | New Orleans              | Vereinigte Staaten | Shamsud-Din Jabbar       | Besucher der Bourbon Street im belebten French Quarter in der Silvesternacht.  | 14   | 30            | vermutet wird Islamismus, Täter führte Fahne des IS mit sich                                              |
| 13. Feb. 2025 | Anschlag in München 2025                     | München                  | Deutschland        | Farhad N.                | Teilnehmer einer Demonstration der Gewerkschaft Ver.di am Münchner Königsplatz | 2    | mindestens 30 | vermutet wird Islamismus                                                                                  |
| 3. März 2025  | Amokfahrt in Mannheim 2025                   | Mannheim                 | Deutschland        | Alexander S.             | Menschengruppe in der Innenstadt                                               | 2    | mindestens 10 | derzeit unbekannt                                                                                         |
| 26. Apr. 2025 | Amokfahrt in Vancouver 2025                  | Vancouver                | Kanada             | Kai-Ji Adam Lo           | Menschengruppe auf dem Lapu-Lapu-Day-Festival                                  | 11   | 32+           | derzeit unbekannt                                                                                         |